# Greteli Fincham
Greteli Fincham (* 9. Mai 2001 als Greteli Sarah de Swardt) ist eine südafrikanische Schauspielerin.

## Leben und Karriere
Fincham wurde am 9. Mai 2001 geboren. Sie besuchte die Stellenbosch High School. Ihr Debüt gab sie 2019 in der Serie Dwaalster. Im selben Jahr war sie in Alles Malan zu sehen. 2020 übernahm sie die Rolle der Reece van Rensburg in der Netflix-Serie Blood & Water. Zudem trat sie  in der Serie Ekstra Medium auf. 2024 bekam sie eine Rolle in dem Film The Fix.
Im Februar 2022 heiratete Fincham den Videografen Juan de Swardt, nachdem sie sich im November 2021 verlobt hatten.  Das Paar hat eine Tochter und einen Sohn.

## Filmografie
Filme
- 2024: The Fix

Serien
- 2019: Dwaalster
- 2019: Lui maar op, Belinda
- seit 2019: Alles Malan
- seit 2020: Blood & Water
- 2020: Ekstra Medium